# Polèmica
 Polèmica  és la pràctica dels contendents religiosos, filosòfics, o polítics. Com a tal, un text polèmic sobre un tema sovint està escrit específicament per impugnar o refutar una posició o una teoria o si no una opinió generalitzada que es vol atacar.
- La paraula prové del grec polemikos (πολεμικως), que vol dir hostil (en un entorn bèl·lic -polemos ⇒ guerra).[1]
- L'antònim d'una polèmica és una apologia.
- La polèmica era una antiga disciplina militar que ensenyava la manera de defensar o atacar un territori.
- El periodisme polèmic era comú a l'Europa continental quan les lleis de difamació no eren estrictes.[2]
- Hi ha altres accepcions de la paraula. Polèmica és també una branca de la teologia, en relació amb la història o la conducta amb controvèrsia dels eclesiàstics.[3]
- És també el Programa de Suport a la Recerca de Biblioteques "Pamflet i polèmica: pamflets com a guia per a les controvèrsies dels segles 17 al 19", coadministrat per la Universitat de St Andrews, la Universitat d'Aberdeen, i la Universitat de Lampeter de Gal·les, que ha recollit i col·locat milers de pamflets a la web per a un estudi de la retòrica de la polèmica.[4]
- Plató va utilitzar un personatge anomenat Polemarchus a la República de Plató com un vehicle que permetia impulsar un debat ètic.